# Український жіночий союз (Прага)
Український жіночий союз у Празі — організація українського жіноцтва, що існувала в Празі між 1923 і 1948 роками.
Заснований 12 червня 1923 року й спочатку налічував 12 учасниць. На початок 1925 об'єднував уже 60 осіб, на чолі була Зинаїда Мірна, а до управи входили заступниця голови Марія Ярема, секретар Ольга Галаган, заступник секретаря Танашевич, скарбник Марія Омельченко.
З 1929 року Український жіночий союз входив до Світового жіночого союзу в Женеві. Представниці також працювали в Національній жіночій раді Чехословаччини, а також у місцевій жіночій Лізі миру і свободи.
У 1930-х роках утримувала останню їдальню в Празі для українських емігрантів. Письменник Василь Сімович за абревіатурою союзу УЖС жартома називав їдальню «ужасною». У липні 1933 року в цій їдальні зі ініціативою лідерки союзу Зинаїди Мірної відбулися зібрання з метою обговорення питання голоду в УСРР, зокрема був створений Комітет допомоги голодним на Україні.